# Бинг, Ильза
Ильза Бинг (нем. Ilse Bing; 23 марта 1899, Франкфурт-на-Майне, Германская империя — 10 марта 1998, Нью-Йорк, США) — немецкий фотограф.

## Биография
Бинг родилась в богатой еврейской купеческой семье из Франкфурта — Луи Бинга и его жены Джоанны Элли Бинг, урождённой Кац. В 14 лет ей подарили камеру Kodak, на которую она сделала свой первый автопортрет. Она начала изучать математику и физику во Франкфуртском университете в 1920 году, но вскоре после этого занялась изучением истории искусства и истории архитектуры.
В 1924 году она начала писать диссертацию о немецком архитекторе-неоклассике Фридрихе Гилли. Когда в 1928 году она начала делать снимки для своей диссертации на новой крупноформатной камеру Voigtländer в ней проснулся интерес к фотографии, ставшей её увлечением на всю жизнь.
В 1937 году Бинг вышла замуж за музыковеда и пианиста Конрада Вольфа, с которым они познакомились в 1933 году. Они вместе уехали в Париж, пережили интернирование в разные лагеря после поражения Франции в 1940 году и в 1941 году смогли уехать в США.

## Творчество
Во Франкфурте общение Ильзы с художниками-авангардистами оказало влияние на её работы. Бинг проявляла интерес к экспериментальной фотографии, играла с тенями, отражениями, а также с рискованными ракурсами и углами. Выставка Генри Флоренса произвела на Ильзу сильное впечатление, после чего в 1930 году она уехала в Париж. Будучи в Париже она работала для журналов в качестве внештатного фотожурналиста, фотографа моды и фотографа архитектуры. В 1936 году Ильза отправилась в США, а именно в Нью-Йорк где её творчество было принято с энтузиазмом. В 1957 году Ильза стала больше работать в цвете, однако наибольшую популярность ей принесли именно чёрно-белые фотографии 1930—1940-х годов.
Музей Людвига в Кёльне впервые выставил её работы в 1987 году в рамках выставки «Немецкие фотографы».